# Steve Bono
Steven Christopher Bono (Norristown, 11 maggio 1962) è un ex giocatore di football americano statunitense che ha giocato nel ruolo di quarterback nella National Football League (NFL).
Fu scelto nel corso del sesto giro del Draft NFL 1985 dai Minnesota Vikings. Al college giocò a football a UCLA.

## Carriera professionistica
Bono fu scelto dai Minnesota Vikings nel sesto giro del Draft 1985. Nelle sue due prime stagioni con la franchigia (1985-1986), Bono fece la sua apparizione in due partite. In entrambe le stagioni fu il terzo quarterback nelle gerarchie della squadra dietro Tommy Kramer e Wade Wilson. Alla fine della stagione 1986 fu svincolato e firmò come free agent con i Pittsburgh Steelers, disputando cinque gare nel corso delle sue due stagioni con il club (1987-1988). La sua prima gara come titolare la giocò il 4 ottobre 1987 contro gli Atlanta Falcons. Dopo la stagione 1988 divenne nuovamente free agent.
Il 13 giugno 1989, Bono firmò un contratto coi San Francisco 49ers con cui rimase per cinque stagioni (1989-1993), la più lunga permanenza in una franchigia della sua carriera. Nel 1989 e 1990 fu il terzo quarterback dei Niners dietro Joe Montana e Steve Young. Nel 1991, con Montana fuori per tutta la stagione e Steve Young infortunatosi a metà stagione, Bono disputò sei gare come titolare, vincendone cinque e terminando la stagione col quarto miglior passer rating della NFL dietro Young, Jim Kelly e Mark Rypien. Steve fece ritorno nel ruolo di riserva di Young nel 1992 e 1993.
Prima della stagione 1994, i 49ers scambiarono Bono coi Kansas City Chiefs, dove ancora una volta si trovò ad essere la riserva di Joe Montana. Dopo il ritiro di quest'ultimo divenne il titolare della squadra per la stagione 1995. Il 1º ottobre 1995, in una gara contro gli Arizona Cardinals, Bono segnò un touchdown dopo una corsa da 76 yard, all'epoca un record NFL per un quarterback. Nella stessa stagione guidò i Chiefs a un record di 13-3 e alla vittoria del titolo di division, venendo convocato per il primo Pro Bowl in carriera. Bono rimase il titolare della franchigia anche nella stagione 1996.
Nel 1997, Kansas City optò per Elvis Grbac come proprio quarterback titolare e svincolò Bono. Firmò coi free agent coi Green Bay Packers dove fu la riserva di Brett Favre. Bono trascorse la stagione 1998 in forza ai St. Louis Rams, dividendo il ruolo di titolare con Tony Banks e chiuse la carriera nel 1999 coi Carolina Panthers fungendo da riserva a Steve Beuerlein.

## Palmarès

### Franchigia
- Super Bowl : 1

San Francisco 49ers: Super Bowl XXIV
- National Football Conference Championship: 2

San Francisco 49ers: 1989
Green Bay Packers: 1997

### Individuale
- Convocazioni al Pro Bowl: 1

1995

## Statistiche
| Yard passate  | 10.439 |
| Touchdown     | 62     |
| Intercetti    | 42     |
| Passer rating | 75,3   |